# 福富町上戸野
福富町上戸野（ふくとみちょうかみとの）とは、広島県東広島市の大字。全域で住居表示未実施である。

## 概要
福富地区南部、福富ダムやや下流の沼田川流域に位置する。全域を通して農村地帯となっており、目立った商業施設などは特にない。
近世においては戸野村の一部を構成していた。1889年に町村制が施行されて以後も長らく大字戸野の一部であったが、1958年に分離され、福富町に編入されたという経緯をもつ。

## 沿革
1958年以前の沿革については河内町戸野#沿革を参照されたい。
- 1958年（昭和33年）4月1日 - 賀茂郡河内町戸野の一部が上戸野として分離され、同郡福富町に編入される[2][4]。
- 1958年（昭和33年）8月1日 - 河内町戸野と境界変更[2][4]。
- 2005年（平成17年）2月7日 - 福富町他4町が東広島市に編入される。上戸野は「福富町上戸野」として東広島市の大字となる[5]。

## 交通

### 鉄道
町内に鉄道路線は通っていない。最寄り駅は西条駅、西高屋駅（共にJR山陽本線）など。

### バス
芸陽バスの路線バスならびに、東広島市のコミュニティバス「河内あゆピチふれあい号」が運行されている。

#### 芸陽バス
- 豊栄 - 久芳 - 戸野 - 河内駅
- 豊栄 - 久芳 - 造賀 - 高美が丘 - 西条駅
- 豊栄 - 久芳 - 造賀 - 西条駅
- 豊栄 - 久芳 - 造賀 - 篠 - 東広島医療センター - 西条駅

#### 河内あゆピチふれあい号
- 河内駅 - 小田・宇山・出合宮 - 上戸野
- 上戸野 - 出合宮・小田 - 河内駅

### 道路

#### 一般国道
- 国道375号線 - バイパス道路として福富豊栄バイパスが整備されている。
- 国道486号線

#### 主要地方道
- 広島県道33号瀬野川福富本郷線

国道375号線と国道486号線は町内全区間で重複している。またこの重複区間のうち一部は県道33号線とも重複している。

## 施設・名所など
- 堀城跡
- 高塚城址
- 鰐淵の滝
- 八坂神社
- 平上親水公園

## 学区
公立小・中学校に通学する場合、福富小学校ならびに福富中学校に通学することになる。

## 面積
2020年時点での面積は8.179951529km2である。

## 世帯数・人口
2024年11月末での世帯数は144世帯、人口は286人である。